# Karl Ferdinand Schmid
Karl Ferdinand Schmid (ur. 26 lutego 1750 w Eisleben, zm. 1 kwietnia 1809 w Wittenberdze) – niemiecki prawnik i pisarz.
Urodził się i ukończył szkołę w Eisleben w Saksonii. Studiował w Lipsku, Wittenberdze, gdzie otrzymał stopień doktora prawa w 1778. Otrzymał zezwolenie na prowadzenie nauczania na uniwersytecie oraz skończył studia filozoficzne.
W 1779 otrzymał nominację od księcia Fryderyka Augusta na profesora nadzwyczajnego prawa natury i prawa międzynarodowego Akademii Wittemberskiej. Otrzymał też tytuł radcy stanu. Prowadził wykłady z filozofii, moralności, antropologii, polityki, prawa natury i prawa międzynarodowego, prawa państwowego i historii prawa, historii prawa niemieckiego, prawa 12 Tablic, a także prawa wojskowego.
Potem działał jako profesor zwyczajny filozofii moralnej i polityki. Prowadził też nadal wykłady z prawa natury i prawa międzynarodowego. W latach 1801–1806 powoływano go na stanowisko rektora uczelni. Był także znanym pisarzem.

## Dzieła
- De dominii acquisitione per procuratorem, Wittenberga 1778
- De utilitate Juris naturare, Wittenberga 1779.
- Sechzehn Oden nach Horaz, Lipsk 1774.
- Frauenhöhle, Hamburg 1773.
- Neujahrsgeschenk für meine Freunde, Lipsk 1775-1782.
- Denksprüche, Wittenberga 1783.